# 빅토리아 폭포 국립공원

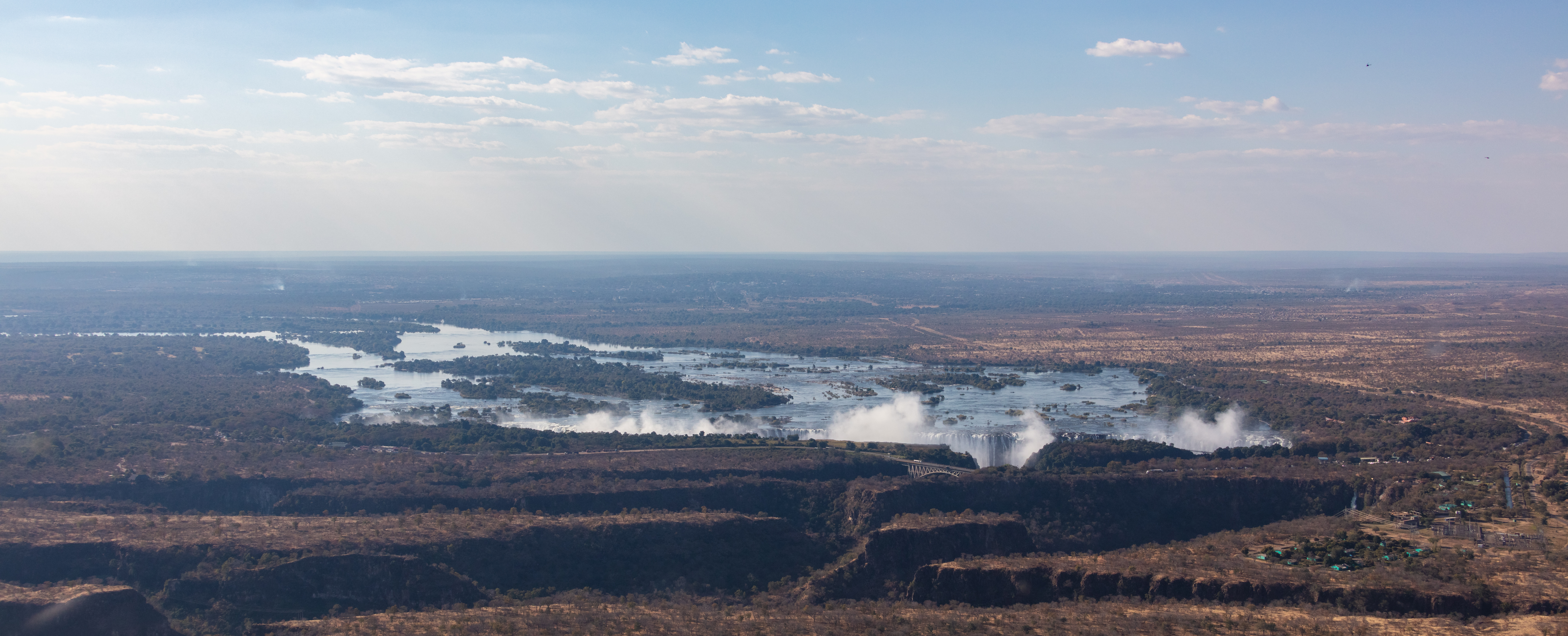
빅토리아 폭포 국립공원

빅토리아 폭포 국립공원(Victoria Falls National Park)은 짐바브웨 북서부에 있고 세계적으로 유명한 빅토리아 폭포 지역에 있는 잠베지강의 남쪽과 동쪽 제방을 보호한다. 그것은 폭포 위 약 6킬로미터에서 폭포 아래 약 12킬로미터까지 더 큰 잠베지 국립공원에서 잠베지강을 따라 뻗어 있다.

## 자연
그 공원의 주목할 만한 특징은 양치식물, 야자, 리아나 덩굴, 그리고 그 지역의 다른 곳에서는 볼 수 없는 마호가니 같은 많은 나무들을 포함하여 폭포의 물보라를 타고 자라는 열대우림이다. 그 공원은 잠베지안과 모판 삼림 생태계에 위치해 있다.
방문객들은 운전을 하거나 사파리를 걷는 동안 아프리카코끼리, 아프리카물소, 남부흰코뿔소, 하마, 기린, 일런드 그리고 다양한 영양 무리들을 볼 수 있는 기회를 가진다. 강에서 나일악어 떼를 볼 수 있고, 근처에 있는 악어 목장은 이 위험한 동물들을 더 안전하게 볼 수 있다.

## 관광업
관광객들을 위한 숙박시설은 잠베지 국립공원의 야영지와 공원 서쪽 경계를 이루는 빅토리아 폭포와 그 주변의 수많은 리조트 및 호텔에 제공된다. 방문객들은 말라리아에 대한 예방 조치를 취해야 한다.